# Limenitis carmela
Limenitis carmela är en fjärilsart som beskrevs av Hans Fruhstorfer 1915. Limenitis carmela ingår i släktet Limenitis och familjen praktfjärilar. Inga underarter finns listade i Catalogue of Life.